# Malleus legumen
Malleus legumen is een tweekleppigensoort uit de familie van de Malleidae. De wetenschappelijke naam van de soort is voor het eerst geldig gepubliceerd in 1858 door Reeve.